# Weidmannshöhe
Weidmannshöhe ist ein Gemeindeteil der Stadt Pegnitz im Landkreis Bayreuth (Oberfranken, Bayern). Weidmannshöhe liegt in der Gemarkung Hainbronn.

## Lage
Der Weiler ist mittlerweile in der Pegnitzer Ortsstraße „Weidmannshöhe“ aufgegangen (= Staatsstraße 2403). Diese zweigt von der „Pfarrer-Dr.-Vogl-Straße“ (= Staatsstraße 2162) ab und führt nach Neuhof (2,2 km östlich). Im Südosten erhebt sich der Gunzerberg (493 m ü. NHN).

## Geschichte
Der Ort wurde 1927 auf dem Gemeindegebiet von Hainbronn erbaut. Am 1. Mai 1978 wurde Weidmannshöhe im Zuge der Gebietsreform in Bayern nach Pegnitz eingegliedert.